# Enargia semiconfluens
Enargia semiconfluens là một loài bướm đêm trong họ Noctuidae.